# 俄羅斯花式滑冰第一頻道杯
俄羅斯花式滑冰第一頻道杯是俄羅斯滑冰協會主辦的滑冰團體賽，2021年因嚴重特殊傳染性肺炎疫情影響下，許多國際比賽都被迫取消，因此俄羅斯滑冰協會與第一頻道舉行此娛樂性比賽。2022年與2023年因俄羅斯入侵烏克蘭影響下，許多國際比賽如世錦賽和世青賽都不允許俄羅斯參加，因此又舉行此比賽，也變成常態舉行。此比賽會分成兩隊進行比賽。在第一階段為跳躍的PK賽，第二階段為短曲與長曲比賽。是一項將單人滑、雙人滑、冰舞項目結合成一項比賽（往年此比賽都有第一階段，2023開始比賽移到2022年俄羅斯花式滑冰跳躍大賽）。

## 歷屆名次

### 第一階段
| 年分 | 比賽地點                                   | 金牌 | 銀牌 |
| 2021 | 莫斯科                                     | 女生隊 卡米拉·瓦莉娃 安娜·謝爾巴科娃 亞歷山德拉·特魯索娃 伊莉莎維塔·圖克塔米謝娃 | 男生隊 米哈伊尔·科尔亚达 馬卡·伊格納托夫 德米特里·阿列夫 安德烈·莫扎列夫 |
| 2022 | 薩蘭斯克                                   | Red Machine *安娜·謝爾巴科娃 Makar Ignatov 米哈伊尔·科尔亚达 安德烈·莫扎列夫 安娜·謝爾巴科娃 索菲亞·阿卡特娃 阿德莉亞·彼得羅相 索菲亞·薩莫德金娜 叶夫根尼娅·塔拉索娃 / 弗拉基米尔·莫洛佐夫 亚历山德拉·博伊科娃 / 德米特里·科兹洛夫斯基 | Time of firsts *馬克·孔德拉秋克 Alexander Samarin Petr Gumennik 叶夫根尼·谢梅年科 卡米拉·瓦莉娃 維羅妮卡·齊琳娜 伊莉莎維塔·圖克塔米謝娃 瑪婭·赫羅米克 阿納斯塔西婭·米希娜 / 亞歷山大·加利亞莫夫 Daria Pavliuchenko / Denis Khodykin |
| 2023 | 此項目比賽移到2022年俄羅斯花式滑冰跳躍大賽 | 此項目比賽移到2022年俄羅斯花式滑冰跳躍大賽 | 此項目比賽移到2022年俄羅斯花式滑冰跳躍大賽 |

### 第二階段
| 年分 | 比賽地點 | 金牌 | 銀牌 |
| 2021 | 莫斯科   | Red Machine *阿麗娜·扎吉托娃 馬卡·伊格納托夫 德米特里·阿列夫 安德烈·莫扎列夫 安娜·謝爾巴科娃 卡米拉·瓦莉娃 達里婭·烏薩奇娃 叶夫根尼娅·塔拉索娃 / 弗拉基米尔·莫洛佐夫 Daria Pavliuchenko / Denis Khodykin Elizaveta Khudaiberdieva / Egor Bazin Tiffany Zahorski / Jonathan Guerreiro Annabelle Morozov / Andrei Bagin    | Time of firsts *葉甫根尼婭·梅德韋傑娃 米哈伊尔·科尔亚达 亞歷山大·薩馬林 馬克·孔德拉秋克 亞歷山德拉·特魯索娃 伊莉莎維塔·圖克塔米謝娃 瑪婭·赫羅米克 亚历山德拉·博伊科娃 / 德米特里·科兹洛夫斯基 阿納斯塔西婭·米希娜 / 亞歷山大·加利亞莫夫 亚历山德拉·斯捷潘诺娃 / 伊万·布金 Anastasia Skoptsova / Kirill Aleshin Sofia Shevchenko / Igor Eremenko         |
| 2022 | 薩蘭斯克 | Red Machine *安娜·謝爾巴科娃 Makar Ignatov 米哈伊尔·科尔亚达 安德烈·莫扎列夫 安娜·謝爾巴科娃 索菲亞·阿卡特娃 阿德莉亞·彼得羅相 索菲亞·薩莫德金娜 叶夫根尼娅·塔拉索娃 / 弗拉基米尔·莫洛佐夫 亚历山德拉·博伊科娃 / 德米特里·科兹洛夫斯基 维多利亚·西尼齐娜 / 尼基塔·卡察拉波夫                                             | Time of firsts *馬克·孔德拉秋克 Alexander Samarin Petr Gumennik 叶夫根尼·谢梅年科 卡米拉·瓦莉娃 維羅妮卡·齊琳娜 伊莉莎維塔·圖克塔米謝娃 瑪婭·赫羅米克 阿納斯塔西婭·米希娜 / 亞歷山大·加利亞莫夫 Daria Pavliuchenko / Denis Khodykin 亞歷山德拉·斯捷潘諾娃 / 伊凡·布金                                                                                   |
| 2023 | 莫斯科   | Red Machine *阿麗娜·扎吉托娃 彼得·古門尼克 阿爾特姆·科瓦列夫 Глеб Лутфуллин 亞歷山大·薩馬林 索菲亞·阿卡特娃 阿德莉婭·彼得羅相 Вероника Яметова Алина Горбачева 阿納斯塔西婭·米希娜 / 亞歷山大·加利亞莫夫 葉夫根尼婭·塔拉索娃 / 弗拉基米爾·莫洛佐夫 Sofya Tyutyunina / Andrei Bagin Elizaveta Khudaiberdieva / Egor Bazin | Not Gonna Get Us *卡米拉·瓦莉娃 德米特里·阿列夫 馬卡·伊格納托夫 安德烈·莫扎列夫 葉夫根尼·謝梅年科 伊莉莎維塔·圖克塔米謝娃 索菲亞·穆拉維耶娃 阿納斯塔西婭·齊娜 索菲亞·薩莫德金娜 Ксения Гущина 亞歷山德拉·博伊科娃 / 德米特里·科茲洛夫斯基 Yasmina Kadyrova / Valerii Kolesov Vasilisa Kaganovskaia / Valeriy Angelopol Elizaveta Shanaeva / Pavel Drozd |

## 2023
詳細比賽結果請往2023年俄羅斯花式滑冰第一頻道杯查看。
- 今年分數是以選手得分分數直接加總的總分計算。

| 1 | Red Machine      | 2344.24 | 11000000布盧 |
| 2 | Not Gonna Get Us | 2275.47 | 9000000布盧  |

## 2022
詳細比賽結果請往2022年俄羅斯花式滑冰第一頻道杯查看。

### 第一階段
| 1 | Red Machine    | 246.30 | 3000000盧布 |
| 2 | Time of firsts | 194.78 | 2000000盧布 |

### 第二階段
- 今年分數是以選手得分分數換算成績分方式計算機分的總和。

| 1 | Red Machine    | 145 |
| 2 | Time of Firsts | 141 |

## 2021
詳細比賽結果請往2021年俄羅斯花式滑冰第一頻道杯查看。

### 第一階段
| 1 | 女生隊 | 246.30 | 1000000盧布 |
| 2 | 男生隊 | 194.78 | -           |

### 第二階段
- 今年分數是以選手得分分數直接加總的總分計算。

| 1 | Red Machine    | 2634.95 |
| 2 | Time of Firsts | 2606.21 |